# Leyla Mammadbeyova
Leyla Alasgar qizi Mammadbeyova, nata Zeynalova (in azero Leyla Ələsgər qızı Məmmədbəyova) (Baku, 17 settembre 1909 – Baku, 1989) è stata un'aviatrice sovietica di etnia azera.
È stata la prima aviatrice azera, nonché la prima donna pilota del Caucaso, dell'Europa meridionale e dell'Asia occidentale.

## Biografia
Il padre della Mammadbeyova, Alasgar Zeynalov, era il cugino di uno degli attori cinematografici pionieristici dell'Azerbaigian, Huseyn Arablinski. La sua famiglia era orientata all'arte e da adolescente sapeva suonare il piano e il tar. All'età di 14 anni sposò l'ex proprietario terriero Bahram Mammadbeyov di Kurdakhany, che sarebbe diventato capo della Professional Unions Bank a Baku.
La Mammadbeyova fu addestrata come aviatrice professionista presso l'Airclub di Baku e effettuò il suo primo volo nel 1931. Continuò la sua formazione presso una scuola di aviatori a Mosca nel 1932. il 17 marzo 1933, la Mammadbeyova divenne la seconda donna paracadutista in Unione Sovietica (dopo Nina Kamneva) saltando da un aereo Polikarpov Po-2 presso l'aeroporto di Mosca-Tušino. Nel 1934 vinse la gara di salto con il paracadute tra i rappresentanti delle nazioni della Transcaucasia. Dal 1941 fu capoquadrone dell'Esercito sovietico.
La Mammadbeyova continuò la sua carriera di pilota ed istruttrice presso l'aeroclub di Baku. Si rifiutò di combattere durante la seconda guerra mondiale poiché al momento stava allevando quattro figli (ne ebbe sei in tutto). Nonostante l'aeroclub di Baku avesse chiuso a causa delle condizioni di guerra, la Mammadbeyova riuscì a lanciare corsi di vela e paracadutisti, dove addestrò centinaia di piloti da combattimento e circa 4000 paracadutisti. Due dei suoi studenti in seguito divennero eroi dell' Unione Sovietica. La Mammadbeyova eseguì il suo ultimo volo nel 1949 e fu vicepresidente della sede del DOSAAF di Baku fino al 1961.
Il figlio maggiore Firudin combatté nella seconda guerra mondiale, mentre il figlio minore Khanlar prese parte alla prima guerra del Nagorno Karabakh, entrambi come piloti di combattimento.
Leyla Mammadbeyova divenne un'icona vivente quando aveva ancora vent'anni. Il suo coraggio e le sue capacità furono celebrati attraverso i media e le arti. Il suo personaggio ha ispirato le opere letterarie di Mikayil Mushfig (Afshan, 1933 e Shoyla, 1934) e di Samad Vurgun (Leyla, 1935), così come il film Ismat (diretto da Mikayil Mikayilov, 1934). Nel secondo caso, la Mammadbeyova apparve come una stuntwoman, dopo aver recitato in scene aeree. Nel 1995 la Azerbaijantelefilm ha rilasciato un documentario sulla vita e sulla carriera della Mammadbeyova intitolato Leyla e diretto da Nazim Rza Israfiloglu.